# توماس لاکمن
توماس لاکمن (به انگلیسی: Thomas Luckmann); ‎/ˈlʌkmən/‎؛ (۱۴ اکتبر ۱۹۲۷–۱۰ می ۲۰۱۶) جامعه‌شناس آمریکایی - اتریشی اهل آلمان و با اصالت اسلوونیایی که عمدتاً در آلمان تدریس می‌کرد. لاکمن که در یسنیتسه، پادشاهی یوگسلاوی زاده شد، فلسفه و زبان‌شناسی را در دانشگاه وین و دانشگاه اینسبروک خواند. او در سال ۱۹۵۰ با بنیتا پتکوویچ ازدواج کرد. کانون مشارکت‌های او در مطالعات جامعه‌شناسی ارتباطات، جامعه‌شناسی معرفت، جامعه‌شناسی دین و فلسفه علم بود. مشهورترین عنوان‌های کتاب‌هایش، «ساخت اجتماعی واقعیت (رساله‌ای در جامعه‌شناسی شناخت)» (تألیف مشترک با پیتر برگر) (۱۹۶۶)، «دین نامرئی» (۱۹۶۷) و «ساختارهای زندگی - جهان» (۱۹۷۳) (مؤلف مشترک با آلفرد شوتس) است.

### اوایل زندگی و پیشینه
لاکمن در یسنیتسه زاده شد که در آن زمان بخشی از پادشاهی یوگسلاوی بود. پدرش صنعتگر اتریشی بود در حالی که مادرش از یک خانواده اسلوونیایی اهل لیوبلیانا بود. از طرف مادرش، او پسر عموی شاعر اسلوونیایی، بوژو وودوشک بود. لاکمن به عنوان فرزند دو والدین از دو فرهنگ بسیار متفاوت، در محیطی دو زبانه بزرگ شد. لاکمن با اسلوونیایی و آلمانی بزرگ شد. او تا سال ۱۹۴۱ که اشغال اسلوونی در طول جنگ جهانی دوم او را مجبور کرد تا به دبیرستانی در اتریش منتقل شود، در مدارس اسلوونی زبان تحصیل کرد.
او و مادرش در سال ۱۹۴۳ پس از مرگ پدر و چند تن دیگر از بستگانش در طول جنگ جهانی دوم به وین مهاجرت کردند. زندگی در اتریش در این دوره به‌طور خودکار به او تابعیت آلمانی داد و در سال ۱۹۴۴ به ارتش فراخوانده شد. پیوستن به لوفت‌وافه جایی که او به عنوان یاور نیروی هوایی خدمت کرد. لاکمن اندکی پیش از پایان جنگ به دلیل جراحات جزئی به یک بیمارستان نظامی منتقل شد. زمانی که ایالات متحده منطقه را آزاد کرد، لاکمن در بیمارستان بایرن بستری بود. پس از ترخیص، در سال ۱۹۴۵ لاکمن اسیر جنگ شد و پس از سه ماه فرار کرد و در وین اقامت گزید.

### تحصیلات
پس از اشغال ایتالیا و فرار لاکمن و خانواده‌اش از لیوبلیانای اسلوونی در سال ۱۹۴۱، دبیرستان را در کلاگن‌فورت اتریش گذراند. پس از فرار از اردوگاه اسیران جنگی، لاکمن تحصیل در فلسفه و زبان‌شناسی را در دانشگاه وین و دانشگاه اینسبروک شروع کرد. در سال ۱۹۵۰ با بنیتا پتکوویچ ازدواج کرد و با او به ایالات متحده مهاجرت کرد و در مدرسه جدید تحقیقات اجتماعی در نیویورک تحصیل کرد. این زوج سه دختر داشتند.

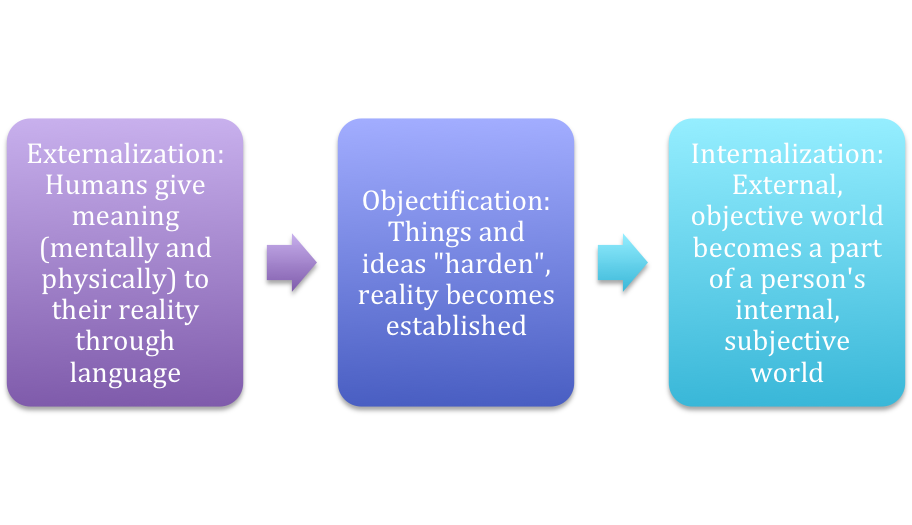
کتاب ساخت اجتماعی واقعیت

* برونی‌سازی: انسان‌ها با زبان به واقعیت (از لحاظ ذهنی و عینی) معنا می‌بخشند.
- شی‌سازی: اشیا و ایده‌ها «سخت» می‌شوند و واقعیت تثبیت می‌گردد.
- درونی‌سازی: جهان بیرونی و عینی به بخشی از جهان درونی و ذهنی فرد تبدیل می‌شود‌.

زمانی که در نیو اسکول بود، لاکمن فعالیت حرفه‌ای به عنوان جامعه‌شناس را شروع کرد. او با رشته جامعه‌شناسی از طریق آثار آلفرد شوتس در زمینه پدیدارشناسی (جامعه‌شناسی) آشنا شد. و با پیتر برگر آشنا شد که بعدها به عنوان نویسنده مشترک کتاب ساخت اجتماعی واقعیت ادامه یافت. او و همکارانش با هم برخی از تأثیرگذارترین آثار جامعه‌شناختی سده بیستم را تولید کردند.
لاکمن هرگز قصد نداشت جامعه‌شناس شود. علاقه اولیه آکادمیک او در زبان‌شناسی، تاریخ و فلسفه بود. در نیو اسکول، لاکمن در درجه اول فلسفه خواند و پس از تحسین معلمانش که در این موضوعات دوگانه تخصص داشتند، تحصیل در جامعه‌شناسی را به عنوان رشته دوم انتخاب کرد. به عنوان مثال، لاکمن زمانی با جامعه‌شناسی دین آشنا شد که معلم آن زمان، کارل مایر (جامعه‌شناسی)، از او خواست که پژوهش میدانی در مورد کلیساها در آلمان پس از جنگ جهانی دوم انجام دهد. لاکمن که مجذوب تجربه خود در آلمان شده بود، از پژوهش میدانی خود برای ادامه تحصیل در مقطع دکتری در جامعه‌شناسی استفاده کرد.
او اولین موقعیت آکادمیک خود را در کالج هوبارت، در ژنوا، نیویورک به دست آورد، پیش از اینکه پس از مرگ آلفرد شوتز برای تدریس در نیو اسکول بازگردد. سرانجام در سال ۱۹۶۵ به لاکمن مقام استادی در دانشگاه فرانکفورت اعطا شد. پس از انتشار دو کتاب در سال‌های ۱۹۶۳ و ۱۹۶۶ و چندین مقاله موفق، لاکمن از سال ۱۹۷۰ تا زمان بازنشستگی خود به عنوان استاد جامعه‌شناسی در دانشگاه کنستانس در آلمان فعالیت کرد. و بعدها استاد ممتاز.  خاطرنشان می‌شود دوران تحصیل او در دانشگاه کنستانس به عنوان دوره‌ای فشرده از مطالعات میان‌رشته‌ای بود که او مقاله‌های متعددی در مورد ارتباطات، زبان‌شناسی، ادبیات و تاریخ نوشت.

### ازدواج
در سال ۱۹۵۰، لاکمن با بنیتا پتکوویچ ازدواج کرد. او زاده لیتوانی و دانش‌آموخته علوم اجتماعی بود که در اتریش، آلمان تدریس می‌کرد.

### مرگ
لاکمن در ۸۸ سالگی در ۱۰ می ۲۰۱۶ در خانه اش در اتریش بر اثر سرطان درگذشت.

## زندگی شخصی

### دختران
لاکمن و بنیتا پتکوویچ با هم سه دختر داشتند: ماجا، مارا و متکا

## کار
اوایل کار زمانی که برای اولین بار به نیویورک مهاجرت کردند، لاکمن به عنوان راننده و بنیتا به عنوان تایپیست کار می‌کرد. در این مدت او به تحصیل در رشته جامعه‌شناسی و فلسفه در مدرسه جدید تحقیقات اجتماعی ادامه داد. در آنجا بود که او برای اولین بار با برخی از تأثیرات بزرگ زندگی خود از جمله پیتر برگر آشنا شد.

### فلسفه و اندیشه اجتماعی
لاکمن پیرو مکتب پدیدارشناسی جامعه‌شناسی بود که توسط محقق اتریشی-آمریکایی آلفرد شوتس تأسیس شد. او در بنیان‌گذاری جامعه‌شناسی پدیدارشناختی، جامعه‌شناسی دین در جوامع مدرن و جامعه‌شناسی معرفت و جامعه‌شناسی ارتباطات مشارکت داشت. ماهیت میان‌رشته‌ای کار او امروزه در جامعه‌شناسی و سایر رشته‌ها مطرح است.

#### جامعه‌شناسی معرفت و ارتباطات
سهم لاکمن در جامعه‌شناسی معرفت و جامعه‌شناسی ارتباطات مبتنی بر تحلیل دقیق او از پیوند بین شیوه‌های زبانی اجتماعی-فرهنگی و ساخت واقعیت اجتماعی است. لاکمن بر اساس پژوهش‌های تجربی خود در مورد تحلیل محاوره‌ای، نظریه خود را در مورد ژانرهای ارتباطی توضیح می‌دهد که در آن انواع زبانی، مانند شایع‌ها، ضرب‌المثل‌ها یا جوک‌ها، همگی به عنوان اشکال دانش اجتماعی و به عنوان ابزاری برای شکل‌گیری ساختار اجتماعی عمل می‌کنند. قوم‌نگاری او در صحبت کردن، یک کد تعامل اجتماعی را مدلسازی کرد که رویکردی متفاوت به منابع محدودیت اجتماعی ارائه داد.

#### کنش اجتماعی
لاکمن تحلیل از کنش اجتماعی و در سال ۱۹۸۲ نوشته‌های آلفرد شوتس را ادامه داد تا با استفاده از یادداشت‌ها و دست‌نوشته‌های ناتمام شوتس، کتاب «ساختارهای زندگی - جهان» را تکمیل (پس از مرگ شوتس) در سال ۱۹۸۲ منتشر کرد. لاکمن سپس بر پایه تحلیل شوتس، کتاب «نظریه کنش اجتماعی» را بنا نهاد و در سال ۱۹۹۲ منتشر کرد.
لاکمن به همراه ریچارد گراتوف و والتر ام. اسپروندل، آرشیو علوم اجتماعی کنستانس را تأسیس کرد (همچنین به عنوان آرشیو یادبود آلفرد شوتس هم شناخته می‌شود) لاکمن و همکارانش گزارش‌های پژوهشی علوم اجتماعی آلمان را گردآوری کردند که به آرشیو رسمی انجمن جامعه‌شناسی آلمان تبدیل شد،
در سال ۱۹۹۸ به او دکترای افتخاری از دانشگاه علم و صنعت نروژ (NTNU) اعطا شد.
در سال ۲۰۰۴ لاکمن به عضویت افتخاری انجمن جامعه‌شناسی اسلوونی درآمد. انجمن جامعه‌شناسی آلمان در کنگره سال ۲۰۰۲ به خاطر سهم برجسته و یک عمر تلاش در جامعه‌شناسی، جایزه‌ای را به او اهدا کرد و لاکمن در سال ۲۰۱۶ به عضویت افتخاری آن درآمد.
مقالات اصلی توماس لاکمن در آرشیو علوم اجتماعی کنستانس سپرده شده‌است.

## میراث
باورهای لاکمن تأثیر زیادی بر جهان و اندیشه روشنفکری گذاشته‌است.
ساخت اجتماعی پنجاهمین سالگرد توماس لاکمن.